# Albert Andersson
Albert Per Andersson (Sällshög, Tomelilla, Comtat d'Escània, 25 de febrer de 1902 – Kristianstad, 5 de març de 1977) va ser un gimnasta artístic i atleta suec que va competir a començaments del segle xx.
El 1920 va prendre part en els Jocs Olímpics d'Anvers, on va guanyar la medalla d'or en el concurs per equips, sistema suec del programa de gimnàstica.
Vuit anys més tard, als Jocs d'Amsterdam, disputà dues proves del programa d'atletisme. En el decatló fou vuitè, mentre en els 110 metres tanques quedà eliminat en la primera eliminatòria. Aquell mateix 1928 es proclamà campió nacional dels 110 metres tanques.